# Wer ist die Braut?
Wer ist die Braut? (Original: The Decoy Bride) ist eine britische Liebeskomödie aus dem Jahr 2011.

## Handlung
Lara Tyler ist eine berühmte Schauspielerin. Sie möchte ihren Verlobten, den Autor James Arber, heiraten. Diese Heirat wird jedoch immer wieder von Paparazzi gestört. Sie beschließen auf einer Insel der Äußeren Hebriden zu heiraten. Dort lebt Katie, die gerade von ihrem Verlobten verlassen wurde und sich auf die Insel zurückgezogen hat, auch um ihre todkranke Mutter in ihrem Bed and Breakfast zu unterstützen.
Als Lara verschwindet und sich dennoch Paparazzi auf der Insel befinden, glauben James und Laras Berater, dass die Paparazzi nur weggehen, wenn sie diesen zeigen, was sie sehen wollen: eine Hochzeit. Nun soll Katie Laras Stelle einnehmen und so tun, als ob sie und James heiraten. Jedoch läuft etwas schief und Katie und James heiraten tatsächlich. Während sie versuchen, die Heirat rückgängig zu machen, kommen die beiden einander näher. Schließlich macht der Pfarrer die Heirat rückgängig und für Katie hat es den Anschein, als würden James und Lara tatsächlich heiraten.
Ein Jahr später: In einem Interview berichtet Lara vom Tod Katies Mutter, die zuvor – zusammen mit Katie – ihren langersehnten Traum wahrmachen konnte und eine Weltreise unternommen hatte. Katie verlässt die Insel mit dem Fährboot, als sie auf James trifft. Er berichtet ihr, dass er Lara nicht geheiratet hat und Katie erkennt, dass er ihr sein aktuelles Buch gewidmet hat – schließlich kommt es zum finalen Kuss.

## Produktion
Gedreht wurde der Film vom 27. Juni bis zum 31. Juli 2010 auf der Isle of Man und in Schottland. In Schottland wurde unter anderem in Glasgow an dem Caerlaverock Castle, in Dumfries und bei Loch Fyne in Argyll gedreht. Die Hauptrollen im Film übernahmen David Tennant als Autor James Neil Arber, Alice Eve als die Filmschauspielerin Lara Tyler und Kelly Macdonald als Katie.

## Rezeption

### Nominierungen
- 2012 Golden Trailer Awards: Best Foreign Comedy Trailer.[5]

### Kritiken
„Der Plot ist in jeder Sekunde vorhersehbar und dabei auch nicht immer wirklich stimmig. Besonders das genreübliche Happy-End wirkt zu aufgesetzt, um ernstlich zu überzeugen. Doch die gelungene Inszenierung und die sympathischen Darsteller schaffen es letztlich dennoch, das Interesse am Film aufrecht zu erhalten.“

„Charmant und witzig, aber die Synchronisation ist zum Davonlaufen. – Vorhersehbar, aber lustig – im Original!“